# カルロス・モンソン
カルロス・モンソン（Carlos Monzon、1942年8月7日 - 1995年1月8日）は、アルゼンチン出身の元男性プロボクサー。サンタフェ州サン・ハビエル出身。元WBA・WBC世界ミドル級統一王者。
リング上では強さを見せ、1970年代のパウンド・フォー・パウンド最強の一人とされた。殺人事件を起こして服役後、交通事故で死亡している。戦績は89勝(61KO)3敗9引分。

## 来歴
1942年8月7日、サンタフェに12人兄弟の8番目として生まれる。1963年2月6日、ラモン・モンテネグロを2回KOしてプロデビューを飾った。
1970年11月7日、ニノ・ベンベヌチ（イタリア）に12回KO勝ちでWBA・WBC世界ミドル級王座奪取。1971年5月に行われた初防衛戦での再戦でも3回KO勝ちで勝利。その後も圧倒的な強さで、初代世界スーパーウェルター級王者デニー・モイヤー、技巧派ジャン・クロード・ブーチェやトム・ボックス、強打者ベニー・ブリスコやトニー・ムンディンといった一級の実力者を退け、エミール・グリフィスやホセ・ナポレス、ロドリゴ・バルデスといった名選手もモンソンに敗れた。
1971年9月25日、ウェルター級、ミドル級の二階級で世界王者となったエミール・グリフィス（米国）に14RTKO勝ちで2度目の防衛。1973年6月に行われた再戦でも15回判定勝ちで、7度目の防衛に成功した。
1973年、女遊びの激しかったモンソンは「妻に足を撃たれ」、7時間の大手術を受けた。
1974年2月9日、WBA・WBC世界ウェルター級王者ホセ・ナポレス（キューバ）の挑戦を受け、7RTKO勝ちで9度目の防衛に成功。
1975年、結婚していたがアルゼンチンの女優スサナ・ヒメネスと、公然と浮気をするようになる。妻への家庭内暴力とスキャンダルを記事するパパラッチを、入院が必要なほど酷く殴り何度も訴えられ、妻と「離婚」をすると次第に愛人ヒメネスにも手を上げるようになった。
1976年6月26日、WBCがモンソンからタイトル剥奪後、WBC王者となっていたロドリゴ・バルデス（コロンビア）と統一戦を行い、15R判定勝ちで13度目の防衛に成功すると共に、世界ミドル級王座を再統一。1977年7月30日、ロドリゴ・バルデスとの再戦に15R判定勝ちし14度目の防衛成功。この試合を最後に王座を返上し引退した。
1978年、スサナ・ヒメネスと別れた。1979年、ウルグアイ人モデルのマリシア・ミュニズと出会い、別れと復縁を繰り返し最終的に結婚した。
1988年、マリシア・ミュニズを殴り首を絞めて意識を失わせた後に、2階のバルコニーから突き落として殺害した殺人の罪で、「懲役11年」の実刑判決を受けサンタフェ刑務所に服役した。
1995年1月8日、仮出所中に自らが運転する車で交通事故を起こして死亡した。52歳没。
右ストレートは"ライフル"と呼ばれ、パンチは強い上にパンチヒット率、アウトボクサー離れしたKO率も高かった。しかし、足を引き摺るようなフットワークはむしろ鈍重とも映ったが、戦えば同時代の挑戦者たちを全く寄せ付けなかった。こうしたモンソンの強さを、ジョー小泉は「形容詞なき強さ」と評している。
最大の武器は後半でも息切れしないスタミナ、そして肉体的、精神的なタフネスだったといえる。181cmの長身、190cmのリーチを十分に生かしてロングレンジを保ち、ワンツー、及び返しの左フックを的確にヒット、相手をマットに沈めていった。

## 獲得タイトル
- WBA世界ミドル級王座（防衛14度）
- WBC世界ミドル級王座（1度目は防衛9度、2度目は防衛1度）

## 書籍
- 『80年代のリングは輝いていた 〜世界のトップボクサー 技術分析〜』（ジョー小泉著、リング・ジャパン刊）
- 『ゴング・ワールド・ボクシング 戦慄のミドル級』（日本スポーツ出版社刊）